# Campionati mondiali juniores di slittino 2011
I Campionati mondiali juniores di slittino 2011 si sono disputati a Oberhof, in Germania, dal 31 gennaio al 6 febbraio 2011. La località della Turingia ospita per la seconda volta la manifestazione iridata di categoria in seguito all'edizione del 1997.

## Podi[1]
| Evento          | Oro                                                                       | Tempo                           | Argento                                                                | Tempo                           | Bronzo                                                         | Tempo                           |
| Singolo Uomini  | Julian von Schleinitz                                                     | 1:33.434                        | Georg Reumschüssel                                                     | 1:33.663                        | Dominik Fischnaller                                            | 1:33.766                        |
| Singolo Donne   | Dajana Eitberger                                                          | 1:28.213                        | Katrin Rudolph                                                         | 1:28.233                        | Luzie Löscher                                                  | 1:28.552                        |
| Doppio          | Ludwig Rieder Patrick Rastner                                             | 1:18.609                        | Nico Grüßner Toni Förtsch                                              | 1:18.747                        | Robin Geueke David Gamm                                        | 1:18.876                        |
| Staffetta Mista | Germania Dajana Eitberger Julian von Schleinitz Nico Grüßner Toni Förtsch | 2:20.695 45.022 47.439 48.234 . | Italia Maria Messner Dominik Fischnaller Ludwig Rieder Patrick Rastner | 2:21.141 45.800 47.520 47.821 . | Stati Uniti Kate Hansen Taylor Morris Jacob Hyrns Andrew Sherk | 2:21.707 45.405 47.962 48.340 . |

## Medagliere
| Posiz. | Nazione     | Oro | Argento | Bronzo | Totale |
| ------ | ----------- | --- | ------- | ------ | ------ |
| 1      | Germania    | 3   | 3       | 2      | 8      |
| 2      | Italia      | 1   | 1       | 1      | 3      |
| 3      | Stati Uniti | 0   | 0       | 1      | 1      |